# Charritte-de-Bas
Charritte-de-Bas település Franciaországban, Pyrénées-Atlantiques megyében. Lakosainak száma 245 fő (2022. január 1.). Charritte-de-Bas Aroue-Ithorots-Olhaïby, Charre, Espès-Undurein, Lichos és Arrast-Larrebieu községekkel határos.

## Népesség
A település népességének változása:
| Lakosok száma | 256  | 272  | 281  | 268  | 261  | 254  | 251  | 248  | 245  |
|               | 2013 | 2015 | 2016 | 2017 | 2018 | 2019 | 2020 | 2021 | 2022 |